# Tom Lidgard
Tom Lidgard, född 14 augusti 1997, är en svensk barnskådespelare.

## Filmografi
- Upp till kamp (2006) – Sören
- Cedra (2007) – Rasmus
- Stormen (2007) – Axel
- Andra Avenyn (2008) – Jerzy
- Johan Falk - Gruppen för särskilda insatser (2008) – Max Agrell
- Johan Falk - Vapenbröder (2008) – Max Agrell
- Johan Falk - Leo Gaut (2008) – Max Agrell
- Pax (2010) – Mikael
- Simon och ekarna (2010) – Göran